# もう一度… (童子-Tの曲)
『もう一度… feat.BENI』（もういちど フィーチャリング ベニ）は、日本のヒップホップミュージシャン童子-Tの12枚目のシングルである。2008年6月11日発売。発売元はユニバーサルJ。

## 概要
- TX系『流派-R』6月エンディングテーマ
- ドラマ『ロングバケーション』の劇中曲「Close to you-セナのピアノII-」をサンプリング[2]。
- PVには黒川智花・春日潤也が出演。
- この曲でフィーチャリングのBENIと共にミュージックステーションに初出演している[3]。
- 2011年に発売された童子-Tのベストアルバム『10th ANNIVERSARY BEST』に、この曲をリメイクした「もう一度…2011 feat. BENI」が収録された[4]。

## 収録曲
1. もう一度… feat.BENI(4:47)
作詞：童子-T、作曲：童子-T/CAGNET/Shing.S、編曲：Shing.S
2. ONE LOVE feat.清水翔太<'08ver.>(3:48)
作詞：童子-T/清水翔太、作曲：童子-T/清水翔太/Shing.S/813、編曲：Shing.s
3. もう一度… feat.BENI -Instrumental-(4:47)
4. ONE LOVE feat.清水翔太<'08ver.> -Instrumental-(3:48)

## 収録アルバム
- オリジナル『12 Love Stories』（2008年9月24日）
- オムニバス『アイのうた2』（2008年11月26日）